# Still Life (álbum de The Rolling Stones)
Still Life (American Concert 1981), más conocido simplemente como Still Life, es el cuarto álbum en directo publicado por los Rolling Stones en 1982, grabado durante su gira American Tour 1981 y lanzado a tiempo para el comienzo de la gira European Tour 1982. El álbum fue un éxito comercial, alcanzando el puesto #4 en el Reino Unido y el #5 en los Estados Unidos, en donde fue disco de platino. Sin embargo la recepción de la crítica no fue positiva. En 1998 el álbum fue remasterizado y relanzado por Virgin Records. En 2009 fue remasterizado y relanzado por Universal Music.
La portada del álbum es una pintura del artista japonés Kazuhide Yamazaki, cuya obra inspiró el diseño de los escenarios durante la gira.

## Lista de canciones
Todos los temas compuestos por Mick Jagger y Keith Richards salvo donde se indica.
1. Intro: "Take the A Train" (Billy Strayhorn) – 0:27
  - Grabación en estudio de Duke Ellington y su orquesta
2. "Under My Thumb" – 4:18
3. "Let's Spend the Night Together" – 3:51
4. "Shattered" – 4:11
5. "Twenty Flight Rock" (Eddie Cochran/Ned Fairchild) – 1:48
6. "Going to a Go-Go" (William Robinson/Marvin Tarplin/William Moore/Robert Rogers) – 3:21
7. "Let Me Go" – 3:37
8. "Time Is on My Side" (Norman Meade) – 3:39
9. "Just My Imagination (Running Away with Me)" (Norman Whitfield/Barrett Strong) – 5:23
10. "Start Me Up" – 4:21
11. "(I Can't Get No) Satisfaction" – 4:24
12. "Outro: Star Spangled Banner" (Trad. Arr. Jimi Hendrix) – 0:48
  - Grabación en vivo en el Festival de Woodstock por Jimi Hendrix el 18 de agosto de 1969

## Componentes
The Rolling Stones
- Mick Jagger: voz, guitarras
- Keith Richards: guitarra, coros
- Ronnie Wood: guitarra, coros
- Charlie Watts: batería
- Bill Wyman: bajo

Músicos adicionales
- Ian McLagan: teclados
- Ian Stewart: piano
- Ernie Watts: saxofón

## Listas

### Álbum
| Listas(1982)                      | Mejor posición |
| --------------------------------- | -------------- |
| Australia (Kent Music Report)     | 10             |
| Austria (Ö3 Austria)              | 2              |
| Países Bajos (Album Top 100)      | 1              |
| Alemania (Media Control Charts)   | 4              |
| Nueva Zelanda (Recorded Music NZ) | 6              |
| Noruega (VG-lista)                | 3              |
| Suecia (Sverigetopplistan)        | 1              |
| Reino Unido (UK Albums Chart)     | 4              |
| Estados Unidos (Billboard 200)    | 5              |

### Sencillos
| Año  | Sencillo             | Lista                            | Posición |
| ---- | -------------------- | -------------------------------- | -------- |
| 1982 | "Going to a Go-Go"   | UK Singles (OCC)                 | 26       |
| 1982 | "Going to a Go-Go"   | Billboard Hot 100                | 25       |
| 1982 | "Going to a Go-Go"   | Billboard Mainstream Rock Tracks | 5        |
| 1982 | "Time Is on My Side" | UK Singles (OCC)                 | 62       |